# Бајченг
Бајченг (пинјин: Báichéng) град је у Кини у покрајини Ђилин. Према процени из 2009. у граду је живело 343.419 становника.

## Становништво
Према процени, у граду је 2009. живело 343.419 становника.
| 1990.   | 2000. | 2009    |
| ------- | ----- | ------- |
| 210.074 | …     | 343.419 |